# Siegfried Seidl

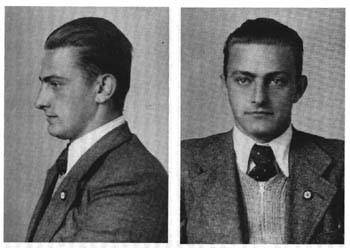
Siegfried Seidl

Siegfried Seidl (* 24. August 1911 in Tulln; † 4. Februar 1947 in Wien) war ein österreichischer SS-Hauptsturmführer und Kommandant im Ghetto Theresienstadt genannten Konzentrationslager Theresienstadt.

## Leben
Seidl, Sohn eines im Ersten Weltkrieg vermissten Friseurmeisters, begann nach dem Ende seiner Schulzeit ein Jurastudium. Nach einigen Semestern brach er dieses ab und nahm verschiedene Gelegenheitsarbeiten an. Von 1935 bis 1938 studierte er an der Universität Wien Deutsch und Geschichte. 1941 promovierte er an der philosophischen Fakultät der Universität Wien, der Doktorgrad wurde ihm 1947 wieder aberkannt.
Seidl trat zum 15. Oktober 1930 der NSDAP (Mitgliedsnummer 300.738) und zum 28. September 1931 der SA bei. Von letzterer wechselte er zum 28. Mai 1932 zur SS (SS-Nummer 46.106), wo er als SS-Oberscharführer bei der 11. SS-Standarte war. Nach dem Anschluss Österreichs an das Deutsche Reich im März 1938 wurde Seidl bei der SS Fürsorgereferent und dann Sturmbannadjutant. Hauptberuflich war Seidl von 1938 bis 1939 leitend beim Werkschutz der Flugmotorenwerke Austro-Fiat in Wien-Floridsdorf tätig.
Nach Beginn des Zweiten Weltkrieges wurde Seidl im Dezember 1939, dem Jahr seiner Heirat, infolge seiner SS-Zugehörigkeit zur Polizei einberufen und war eigenen Angaben zufolge kurzzeitig Inspekteur der Sicherheitspolizei in Wien. Ab Januar 1940 war er dem Reichssicherheitshauptamt (RSHA), und zwar der Abteilung IVB4, die Adolf Eichmann unterstand, zugeteilt und zum SS-Leitabschnitt Posen abkommandiert. Ab Januar 1940 war er als Mitarbeiter der Umwandererzentralstelle Łódź an der Deportation von Polen und Juden beteiligt. Ab 1941 war Seidl bei der Gesuchsprüfstelle Marburg beschäftigt.
Im Oktober 1941 wurde SS-Obersturmführer Seidl vom RSHA mit dem Aufbau des KZ Theresienstadt beauftragt. Von November 1941 bis Juli 1943 war er dort KZ-Kommandant und als solcher für die Misshandlung und Ermordung Tausender Menschen verantwortlich. Im Jahr 1942 wurde Seidl zum SS-Hauptsturmführer befördert. Im Juli 1943 übergab er diesen Posten an SS-Untersturmführer Anton Burger. Nachdem Seidl Theresienstadt verlassen hatte, fungierte er ab dem 6. Juli 1943 als Leiter der Lager-Gestapo im „Aufenthaltslager“ des Konzentrationslagers Bergen-Belsen und war insbesondere für die dort internierten Juden aus alliierten und neutralen Staaten zuständig.
Von dort wurde er in das KZ Mauthausen zur Vorbereitung der Deportation der ungarischen Juden versetzt. Im März 1944 kam er mit dem Eichmann-Kommando nach Budapest und war danach an verschiedenen Einsatzorten in Ungarn mit der „Erfassung von Juden“ und der Beschlagnahmung ihres Vermögens beschäftigt (Ungarn-Aktion), so überwachte er die Deportation von ca. 40.000 zuvor "ghettosierten" Juden aus Nagyvárad und Umgebung.  Von Sommer 1944 bis April 1945 übte Seidl als stellvertretender Leiter des SS-Sondereinsatzkommandos Außenstelle Wien die Kontrolle über die in Wien und Niederösterreich eingerichteten Zwangsarbeitslager für ungarische Juden aus.
Nach dem Krieg tauchte Seidl in Wien unter, lebte unter falschem Namen und wurde am 30. Juli 1945 verhaftet. Seine Auslieferung an tschechoslowakische Behörden wurde abgelehnt; vom 26. September bis 3. Oktober 1946 wurde ihm vor dem Volksgericht in Wien der Prozess gemacht. Seidl, der zunächst nicht aussagen wollte und sich dann auf Befehlsnotstand berief, wurde zum Tode verurteilt und am 4. Februar 1947 hingerichtet.